# Macon County, Tennessee
Macon County är ett administrativt område i delstaten Tennessee, USA, med 22 248 invånare. Den administrativa huvudorten (county seat) är Lafayette. 

## Geografi
Enligt United States Census Bureau så har countyt en total area på 795 km². 795 km² av den arean är land och 0 km² är vatten. 

### Angränsande countyn
- Monroe County, Kentucky - nordost
- Clay County - öst
- Jackson County - sydost
- Smith County - söder
- Trousdale County - sydväst
- Sumner County - väst
- Allen County, Kentucky - nordväst